# Bliksemlichtmot
De bliksemlichtmot (Aglossa caprealis) is een vlinder uit de familie Pyralidae, de snuitmotten.

## Herkenning
De vlinder heeft een spanwijdte tussen de 23 en 27 millimeter. De voorvleugel is okergeel met zwarte marmering en vlekken en onopvallende okergele dwarslijnen. De soort is te onderscheiden van de zeer gelijkende vetmot (Aglossa pinguinalis) door de meer afgeronde en contrastrijker getekende voorvleugel en de wittere achtervleugel. De vliegtijd is van halverwege juni tot begin augustus en volwassen vlinders rusten overdag op houtwerk van hooibergen, schuren en stallen. Ze komen ’s nachts af op licht en op stroop.

## Waardplant
Rupsen van de bliksemlichtmot leven van plantaardig afvalmateriaal, voorraden graan, hooi, stro, gedroogde groente of fruit en ontbindend dierlijk materiaal en lijken een voorkeur te hebben voor vochtige omstandigheden. De verpopping vindt plaats in een stugge witte cocon waarin stukjes stro of plantaardig afvalmateriaal verwerkt is. De soort overwintert als pop, soms overwintert de pop een tweede maal.

## Verspreiding
De bliksemlichtmot komt verspreid over de gehele wereld voor. De soort is in Nederland een vrij algemene vlinder die vooral in lager gelegen agrarische gebieden voorkomt. In België wordt de soort gevonden  in het noorden van het land. In Engeland is de bliksemlichtmot veel minder algemeen dan voor 1960, dit lijkt vooral samen te hangen met het verdwijnen van hooibergen van het Engelse platteland.